# Bécosse

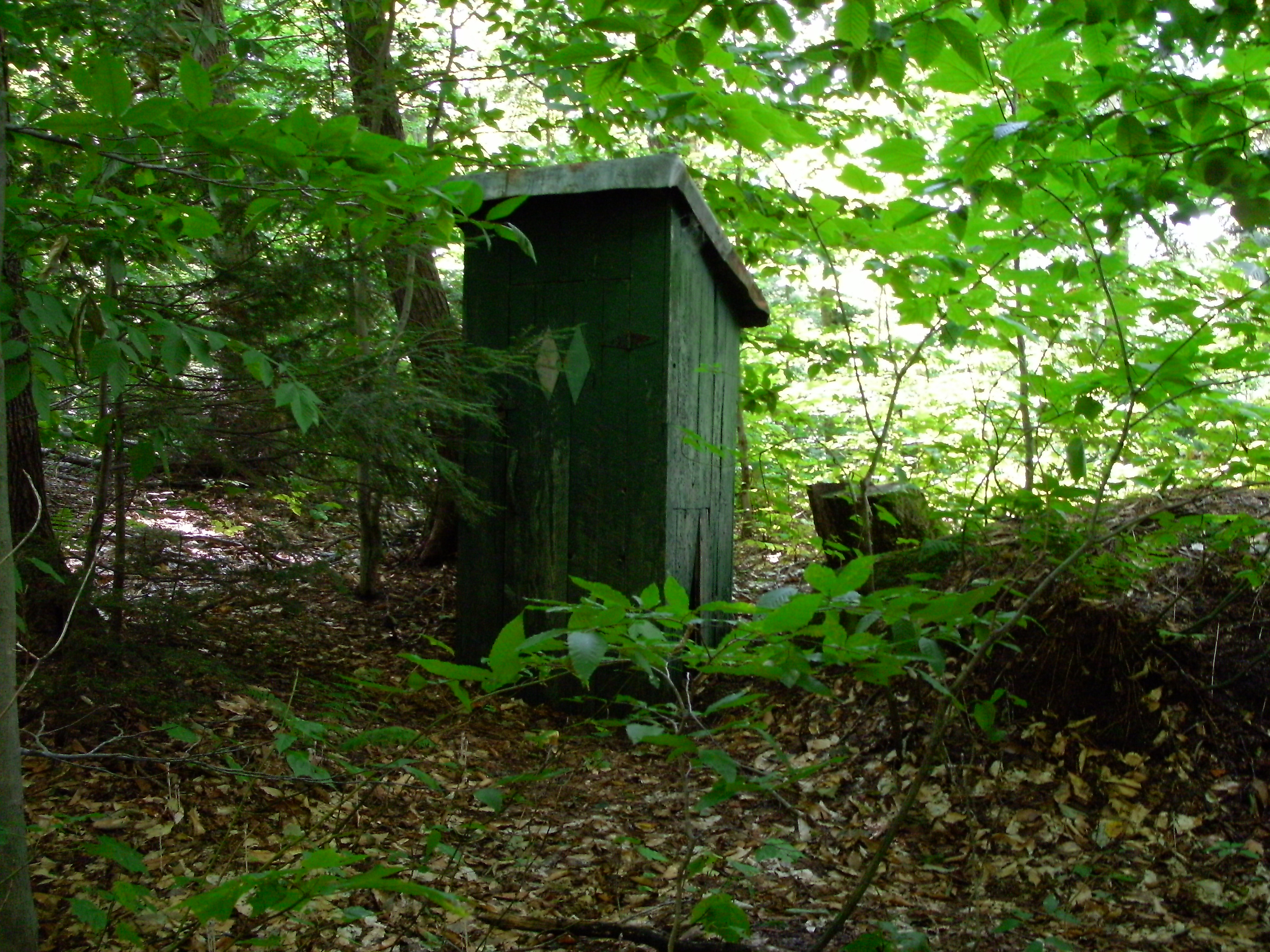
Bécosse à fosse simple en désuétude dans les Laurentides, construite vers 1925.

Une bécosse est un terme employé au Canada pour désigner les latrines extérieures qui y existaient à la fin du XIXe siècle et au début du XXe siècle. Le terme est également employé dans le langage populaire pour désigner les toilettes en général. Ce québécisme peut être utilisé au singulier (la bécosse) ou au pluriel (les bécosses), comme pour les termes « toilette » et « latrine ».

## Étymologie
Le terme est une déformation du mot anglais backhouse (maison arrière), une variation nord-américaine du mot outhouse (maison extérieure), signifiant que ces latrines étaient situées à l'arrière de la maison. 

## Expression
L'expression « boss des bécosses » est fréquemment utilisée au Québec pour nommer toutes personnes exprimant un autoritarisme mal placé. Celle-ci a été bannie à l'Assemblée Nationale du Québec. « Boss des bécosses » a été inscrit à la liste des propos non parlementaires après une querelle entre la Coalition avenir Québec (CAQ) et Québec solidaire (QS).